# Phenoxygruppe
| Beispiele (Phenoxygruppe blau markiert) |
| Phenol                                  |
| beliebig substituiertes Phenol          |
| Phenolat-Anion                          |
| Phenoxy-Radikal                         |
| Methoxybenzol                           |

Die Phenoxygruppe ist eine Atomanordnung in der organischen Chemie, die einen Benzolring um ein Heteroatom (Sauerstoff) außerhalb des Rings ergänzt. Die Phenoxygruppe kann auch substituiert sein und wird dann Aryloxygruppe genannt.
Die Formel des Substituenten lautet –O–C6H5 und wird abgekürzt manchmal auch als –OPh oder –OAr bezeichnet. Hinter der allgemeinen Abkürzung –OAr können sich auch analoge aromatische Gruppierungen (z. B. 1-Naphthyl statt Phenyl) verbergen.
Die Phenoxygruppe ist keine eigenständige Substanz, sondern ein Bestandteil eines größeren Moleküls (siehe Beispiele rechts). Das kleinste Molekül mit dieser Gruppe ist das Phenol. Wird die Bindung zwischen dem Sauerstoff und dem Organyl-Rest R homolytisch gespalten, so entsteht das Phenoxyl-Radikal (•O–C6H5); bei einer heterolytischen Spaltung der Hydroxygruppe des Phenols bildet sich ein Phenolat-Anion und ein Proton.

## Schreibweisen der Phenoxygruppe